# Kaiser-Ludwig-Platz 5 (München)

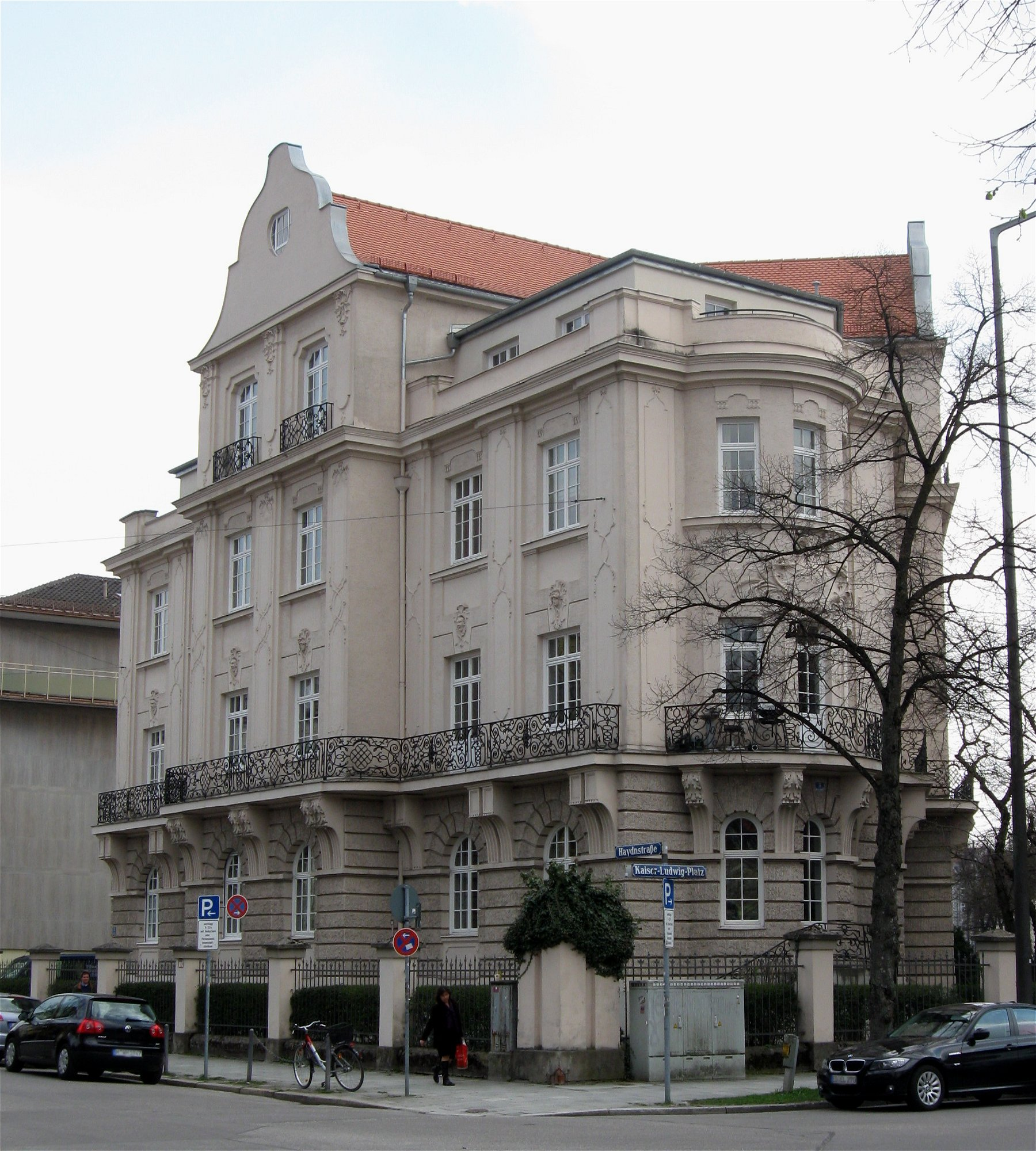
Haus Kaiser-Ludwig-Platz 5 in München-Ludwigsvorstadt

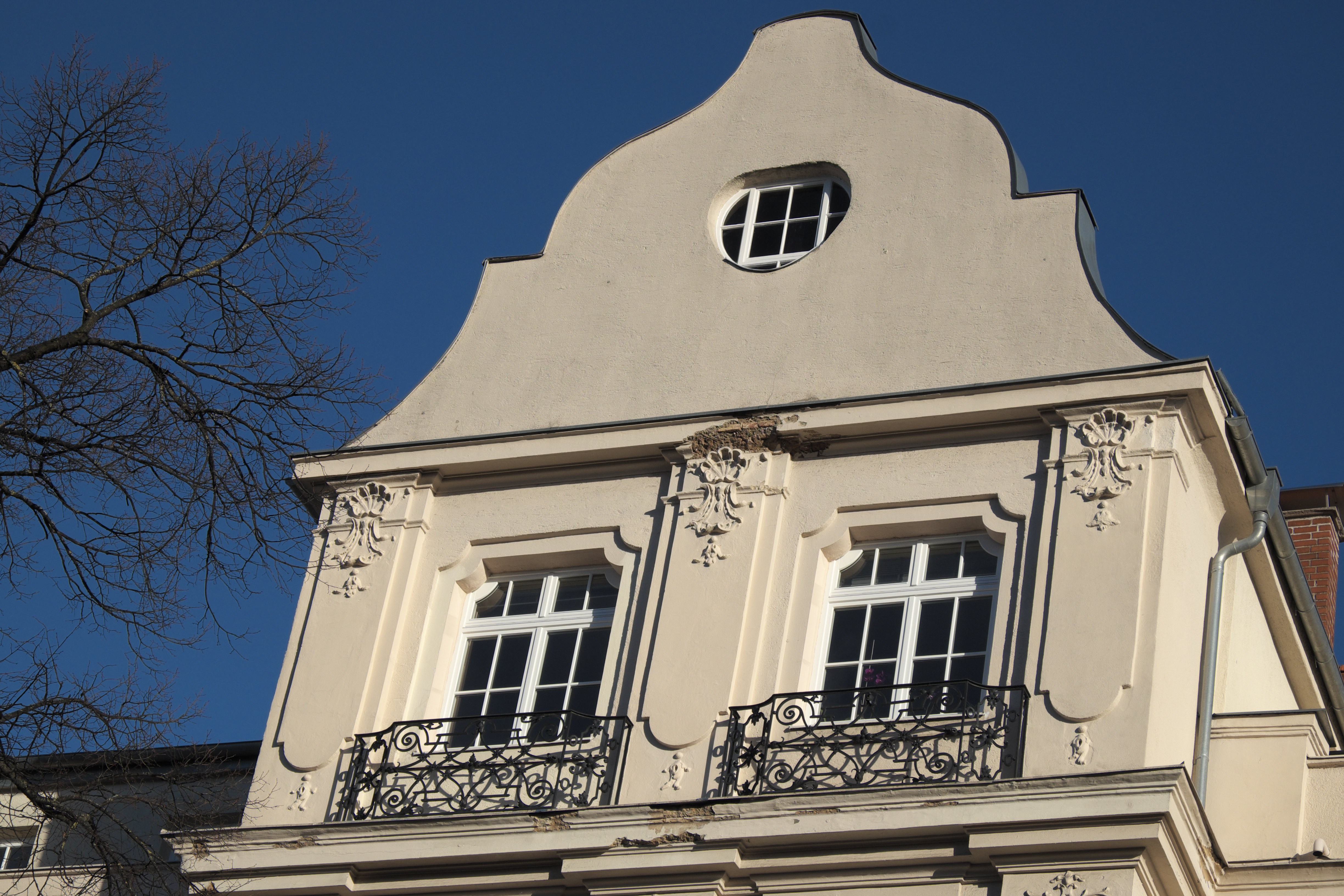
Giebel

Das Haus Kaiser-Ludwig-Platz 5 ist ein denkmalgeschütztes Mietshaus im Münchner Stadtteil Ludwigsvorstadt.
Das neubarocke und reich gegliederte Haus wurde 1895 nach Plänen des Architekten Emanuel von Seidl errichtet.
In dem Haus hat unter anderem die Redaktion des Playboy ihren Sitz. 